# Rodziny komet
Rodziny komet – komety okresowe należą do rodzin, powiązanych z jakimiś planetami – znaczy to, że ich orbity w najbardziej od Słońca oddalonym punkcie znajdują się w okolicach trajektorii jednej z planet. Wyróżnia się rodziny Jowisza, Saturna, Urana i Neptuna. Okresy obiegu komet z rodziny Jowisza wynoszą zazwyczaj kilka lat, Saturna od 13 do 20, Urana 27-50, a Neptuna 50-100 lat. Obecnie znamy około 400 komet należących do rodziny Jowisza, 8 należących do rodziny Saturna, 6 do rodziny Urana, 10 do rodziny Neptuna. Orbity 5 komet znajdują się w odległości zbliżonej do orbity Plutona, a 8 komet należy do jeszcze jednej rodziny, której aphelium orbity znajduje się daleko poza orbitą Plutona. Komety powiązane z tymi planetami w rodziny są często określane mianem krótkookresowych, gdyż czas w jakim obiegają one Słońce to zazwyczaj maksymalnie "tylko" kilkadziesiąt lat.
Komety typu Halleya mają okres orbitalny wynoszący pomiędzy 20 a 200 lat. Obecnie znamy 59 komet należących do tej grupy.
Komety typu Enckego mają okres obiegu krótszy niż wynosi okres obiegu Jowisza.
Komety typu Chirona mają półoś większą niż półoś Jowisza.